# 4628 Laplace
A 4628 Laplace (ideiglenes jelöléssel 1986 RU4) a Naprendszer kisbolygóövében található aszteroida. Eric Walter Elst fedezte fel 1986. szeptember 7-én.